# Clément (prénom)
Pour les articles homonymes, voir Clément.
Cette page présente le prénom Clément ainsi que ses variantes.
Clément est un prénom français.

## Étymologie
Clément est un prénom ancien dont l'étymologie est indulgence.

## Variantes

### Variantes françaises
On rencontre les variantes masculines Clémenceau, Clémencin et Clemente et au féminin la forme Clémence.
Les prénoms masculin Clémentin et féminins Clémentina et Clémentine ont la même étymologie.

### Variantes linguistiques
- Allemand : Clemens, Klemens, Klemp
- Anglais : Clement
- Arabe : رحيم (Raheem)
- Breton : Klemañs
- Espagnol : Clemente
- Finnois : Klemens
- Hébreu : רַחֲמִים (Rahamim)
- Italien : Clemente
- Grec moderne : Mentos
- Macédonien : Климент
- Néerlandais : Clemens
- Poitevin : Cllément, Cllamant
- Polonais : Klemens
- Portugais : Clemente
- Russe : Климент
- Japonais : クレマン (Kureman)
- Occitan : Clamenç
- Corse : Clemente

## Fête
Clément est fêté le 23 novembre.

## Popularité
Clément est un prénom ancien (son étymologie, indulgence, étant une vertu prônée par l'Église catholique romaine) de plus en plus fréquent à partir de la fin des années 1970. Le pic de popularité en France a été atteint à la fin des années 1990. Depuis, celle-ci décroît faiblement.

## Personnalités portant ce prénom

### Saints chrétiens
Voir Saint Clément  (page d'homonymes)

### Papes
- Clément Ier, pape de 88 à 97.
- Clément II, pape de 1046 à 1047.
- Clément III, pape de 1187 à 1191.
- Clément IV, pape de 1265 à 1268.
- Clément V, pape de 1305 à 1314.
- Clément VI, pape de 1342 à 1352.
- Clément VII, pape de 1523 à 1534.
- Clément VIII, pape de 1592 à 1605.
- Clément IX, pape de 1667 à 1669.
- Clément X, pape de 1670 à 1676.
- Clément XI, pape de 1700 à 1721.
- Clément XII, pape de 1730 à 1740.
- Clément XIII, pape de 1758 à 1769.
- Clément XIV, pape de 1769 à 1774.

### Antipapes
- Clément III, antipape 1080 à 1100.
- Clément VII, antipape d'Avignon de 1378 à 1394.
- Clément VIII, antipape d'Avignon de 1423 à 1424.

### Autres religieux
- Clément d'Alexandrie (~150 - entre 211 et 220), Père de l'Église grecque, auteur en langue grecque
- Clément d'Ohrid (saint) (?-916), évêque et écrivain bulgare évangélisateur de la Bulgarie
- Clément (? - 1164), patriarche de Kiev de 1147 à 1159
- Clément (? - 1258), prélat écossais, évêque de Dunblane de 1233 à sa mort.
- Frère Clément (1839 - 1904), créateur par croisements de la clémentine

### Autres personnalités portant ce prénom
- Clément Ader (1841-1925), précurseur français de l'aviation
- Clément Chantôme (1987-), international français de football
- Clément Desusclade (1894-1943), membre du parti communiste français
- Klement Gottwald (1896-1953), président tchécoslovaque
- Clément Grenier (1991-), international français de football
- Clément Guillon, ancien évêque de Quimper
- Clément Janequin (~1485-1558), prêtre et compositeur français
- Clément Juglar (1819-1905), économiste français théoricien des cycles
- Clément Lenglet (1995-), international français de football
- Clément Marot (1496-1544), poète français mort en exil
- Clément Pansaers, artiste belge
- Klemens Wenzel von Metternich (1773-1859), diplomate et homme politique autrichien
- Clement Attlee (1883-1967), homme politique britannique travailliste et major de l'armée britannique
- Clément d'Irlande (milieu du VIIIe s.- après 818), enseignant et écolâtre d'origine irlandaise, membre de l'académie palatine de Charlemagne
- Clément Poitrenaud (1982-), international français de rugby à XV évoluant au poste d'arrière
- Clément Viktorovitch (1984-), politologue français.

## Personnalités portant ce prénom comme pseudonyme
- Clément, nom de guerre d'Eugène Chavant pendant la Résistance.
- Clément, pseudonyme d'Eugen Fried représentant de la IIIe Internationale auprès du Parti communiste français.